# Walther Meyer-Delvendahl
Walther Meyer-Delvendahl (* 5. Januar 1893 in Cuxhaven; † nach 1957) war ein deutscher Verwaltungsbeamter.

## Werdegang
Meyer-Delvendahl diente in der Armee im Rang eines Offiziers. Nach Ende des Zweiten Weltkriegs trat er in den Verwaltungsdienst ein. Er war zunächst Amtsbürgermeister in Daaden. Im November 1950 wurde er kommissarisch als Landrat des Unterlahnkreises eingesetzt und am 11. April 1951 im Amt bestätigt. Im Februar 1958 trat er in den Ruhestand.
Er war Mitbegründer des Kreiskalenders Lahnfreund sowie des nachfolgenden Rhein-Lahnfreund.